# Hugh Glass
Hugh Glass   (Filadèlfia, c. 1783 - Yellowstone, 1833) va ser un home de frontera, caçador de pells, comerciant, caçador i explorador nord-americà. És conegut sobretot per la seva història de supervivència i perdó, després de ser donat per mort pels seus companys quan va ser mutilat per un os grizzly.
No existeixen registres sobre els seus orígens, però es diu àmpliament que va néixer a Pennsilvània, fill de pares irlandesos, possiblement escocesos-irlandesos. Glass es va convertir en un explorador de la conca hidrogràfica del riu Missouri superior, a l'actual Montana, les Dakotas i la zona del riu Platte de Nebraska. La seva història de vida ha estat la base de dos llargmetratges: Man in the Wilderness (1971) i The Revenant (2015). Tots dos representen la lluita per la supervivència de Glass, que (en els millors relats històrics) es va arrossegar durant 200 milles (320 km) fins a Fort Kiowa, Dakota del Sud, després de ser abandonat sense subministraments ni armes pels companys exploradors i comerciants de pells durant l'expedició del general Ashley de 1823. Una altra versió de la història es va explicar en un episodi de 1966 de la sèrie de televisió Death Valley Days, titulat "Hugh Glass Meets the Bear".
Malgrat la popularitat de la història, la seva precisió ha estat discutida. Es va reportar per primera vegada l'any 1825 a The Port Folio, una revista literària de Filadèlfia, com a peça literària i posteriorment va ser recollida per diversos diaris. Tot i que es va publicar originalment de manera anònima, més tard es va revelar que era obra de James Hall, germà de l'editor de The Port Folio. No hi ha cap escrit del mateix Hugh Glass que en corrobori la veracitat. A més, és probable que s'hagi embellit al llarg dels anys com una llegenda.